# Brian Shorter
Brian William Shorter (Filadelfia, 28 novembre 1968) è un ex cestista statunitense con cittadinanza italiana per matrimonio dal 1999, professionista in Europa, negli Stati Uniti e in Sudamerica.

## Palmarès
- McDonald's All-American Game (1987)
- IBA Honorable Mention (1998)
- Miglior rimbalzista IBA (1998)